# سد وادي شرما
سد وادي شرما؛ هو أحد السدود الواقعة في محافظة ضباء بمنطقة تبوك شمال المملكة العربية السعودية.

## نبذة
يعتبر سد وادي شرما من السدود الترابية المغلقة بالخرسانة حيث تصل سعته مليون متر مكعب وبطول 1112 متراً وبارتفاع عشرة أمتار

## أهداف إنشاء السد
تم إنشاء السد بهدف تخفيف حدة الفيضانات وحفظ الأرواح والممتلكات و تخزين المياه لصرفها وفق متطلبات الزراعة والري.

## تكاليف السد الإجمالية
تمت إقامة سد وادي شرما من ضمن مشروع أعلن عام 2009 م شامل تنفيذ 11 سد وقد كان منها سد وادي شرما، حيث بلغت التكلفة الإجمالية للمشروع حوالي 100 مليون ريال.

## وصلات خارجية
- الموقع الرسمي لوزارة المياه والكهرباء السعودية